# Robert Kościelny
Robert Kościelny (ur. 2 kwietnia 1961 w Skawinie, zm. 9 września 2024) – polski inżynier, menedżer i polityk, poseł na Sejm II kadencji.

## Życiorys
W latach 80. działacz opozycji antykomunistycznej, członek Konfederacji Polski Niepodległej.
W 1997 ukończył studia na Wydziale Metali Nieżelaznych Akademii Górniczo-Hutniczej w Krakowie. W 2013 uzyskał tytuł zawodowy magistra ekonomii po studiach na Uczelni Warszawskiej im. Marii Skłodowskiej-Curie w Warszawie. Był też absolwentem studiów podyplomowych z zakresu zarządzania przedsiębiorstwem oraz audytu i kontroli wewnętrznej na Wydziale Zarządzania Uniwersytetu Warszawskiego.
W 1993 uzyskał mandat posła na Sejm II kadencji. Został wybrany w okręgu krakowskim z listy Konfederacji Polski Niepodległej. W trakcie kadencji przeszedł do nowego ugrupowania KPN-OP. Należał do stowarzyszenia i koła poselskiego Nowa Polska, a potem do Federacyjnego Klubu Parlamentarnego na rzecz AWS. Zasiadał w Komisji Obrony Narodowej oraz Komisji Administracji i Spraw Wewnętrznych.
Nie prowadził później działalności politycznej. Należał do Stowarzyszenia Wolnego Słowa. Pracował na stanowiskach kierowniczych różnego szczebla, sprawował funkcje w zarządach spółek NEWCITYTEAM (wiceprezes zarządu w latach 2009–2011) i Sinevia (prezes zarządu w latach 2011–2016). W 2017 powołany w skład zarządu przedsiębiorstwa Tramwaje Warszawskie.

## Odznaczenia
W 2012 prezydent Bronisław Komorowski odznaczył go Krzyżem Kawalerskim Orderu Odrodzenia Polski. W 2015 odznaczony Medalem „Pro Patria”. W 2016 prezydent Andrzej Duda nadał mu Krzyż Wolności i Solidarności.